# Sant Ilpidi
Saint-Ilpize (oficialment i en francès: Saint-Ilpize) és un municipi francès del departament de l'Alt Loira, a la regió d'Alvèrnia-Roine-Alps.